# Spectrum Világ
A Spectrum Világ (SpV) című magazin 1987 augusztusában jelent meg először. Hivatalosan azonban könyvként adták ki, mert akkoriban a Művelődési Minisztériumnak kellett volna engedélyezni a magánkiadású újságot, de a jóváhagyást többszöri próbálkozás után se sikerült megszerezni, viszont könyvként lehetséges volt a forgalmazás. Összesen 25 számot adtak ki, számonként 32 oldalban (az utolsó számot kivéve, amely dupla volt, illetve bizonyos számok térképmellékletet is tartalmaztak). Az utolsó számot 1990 végén adták ki.
A lap volt az első hazai, kifejezetten számítógépes játékokkal foglalkozó újság, kezdetben Sinclair ZX Spectrum típusú számítógéphez közöltek játékleírásokat, ismertetőket, térképeket, "örökélet poke"-okat, programozási tippeket. A szerkesztők nagy része hozta létre 1989-ben a Commodore Világ-ot, miután a korszerűbb C64-es számítógépek iránti kereslet ugrásszerűen megnőtt a Spectrum gépekkel kapcsolatos érdeklődés kárára.

## Állandó rovatok
Játékismertetők
Rövid kedvcsináló az újabban megjelent játékokról.
Játékleírások
Egy-egy játék hosszabb kivesézése, nem ritkán teljes végigjátszási segítség (pl. Tir-na-nog)
Enter-face
8. számtól négyoldalas Enterprise rovat
Felhasználói rész
BASIC, gépi kód tanfolyam, programozástechnika, felhasználói programok, programozási nyelvek leírása

## Külső hivatkozások
- SpV-archívum szkennelve
- Interjú Rucz Lajossal
- Interjú Samu Józseffel - Sam.Joe, későbbi társszerző